# Regan Sue
Regan Ian Errol Sue (Raetihi, 18 febbraio 1973) è un ex rugbista a 15 e allenatore di rugby a 15 neozelandese, internazionale per la Danimarca.

## Biografia
Regan Sue, neozelandese con origini maori e padre dei giocatori Khyam e Keanu Apperley, è un allenatore di massimo livello della federazione internazionale, specializzato nella crescita dei settori giovanili dei club.
Laureato in scienze motorie sportive presso il politecnico di Waikato, in Nuova Zelanda, ha allenato e giocato nel suo Paese d'origine, vestendo anche la maglia delle selezioni giovanili degli All Blacks fino al 1997.
Dal 1991 al 2001 è stato il direttore sportivo del college Otorohanga in Nuova Zelanda, continuando ad allenare la squadra rugbistica del Kio Kio con cui ha vinto il titolo nazionale di club.
Successivamente lasciò la Nuova Zelanda per motivi professionali, andando a giocare in Galles, nel Blackwood, in Francia, nel Nimes e negli Stati Uniti d'America nell'Albany.
Nel 2002 arrivò in Italia firmando un contratto triennale con la società della Pro Recco, con la quale conquistò la promozione in Serie A nel 2003. Nelle successive stagioni, fino al 2005, continuò a svolgere il ruolo di giocatore-allenatore nel club ligure.
Nella stagione 2006-07, dopo un breve ritorno in Nuova Zelanda, firmò un contratto con l'Asti, portandolo alla promozione in Serie A2.
Nell'estate del 2009, appesi definitivamente gli scarpini al chiodo, approdò al CUS Torino dove, in sole tre stagioni, riuscì a raggiungere la Serie A2 dalla Serie C.
Nel 2014, terminato il rapporto con il CUS Torino, venne chiamato ad allenare il Viadana in Eccellenza, dove ebbe l'occasione di allenare entrambi i figli.
Terminata l'esperienza a Viadana, nel 2015 fu anche assistente allenatore per skills e tecnica individuale nella franchigia del Monferrato fino al suo ritorno in Nuova Zelanda nel mese di dicembre.